# Atlantics de Brooklyn
 (décembre 2023).
Si vous disposez d'ouvrages ou d'articles de référence ou si vous connaissez des sites web de qualité traitant du thème abordé ici, merci de compléter l'article en donnant les références utiles à sa vérifiabilité et en les liant à la section « Notes et références ».

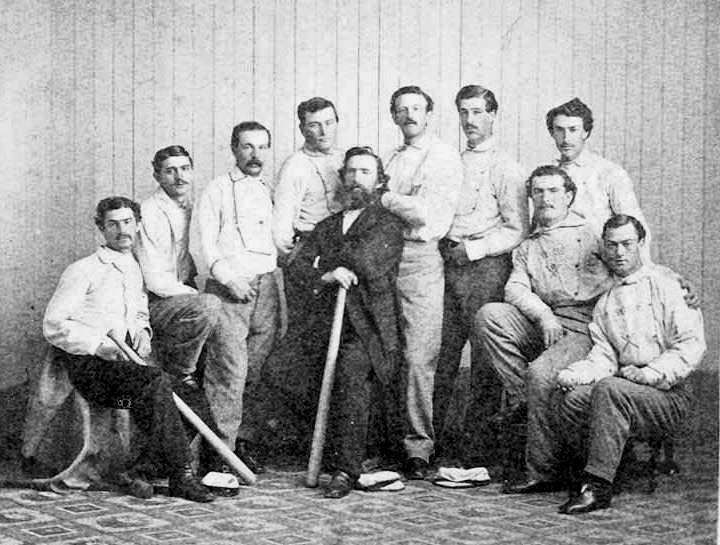
Brooklyn Atlantics en 1865

Les Atlantics de Brooklyn (en anglais : Brooklyn Atlantics) sont un ancien club de baseball fondé en 1855 à Brooklyn. Il cesse ses activités en 1881 après avoir pris part aux différents championnats organisés entre ces deux dates.

## Histoire
Les Atlantics de Brooklyn sont fondés en 1855 à Brooklyn. Avec quinze autres clubs de New York et Brooklyn, ils fondent la National Association of Base Ball Players en 1857. La NABBP met en place un championnat de 1857 à 1870 que les Atlantics enlèvent à huit reprises : 1857, 1859, 1860, 1861, 1864, 1865, 1866 et 1869.
Les Atlantics passent professionnels en 1869, mais ne s'alignent pas en 1871, ni dans le championnat de la NABBP, ni dans la nouvelle compétition pro de la National Association of Professional Base Ball Players. Cette saison blanche provoque le départ des meilleurs joueurs des Atlantics vers d'autres clubs, George Zettlein, Bob Ferguson, Joe Start et Lip Pike notamment.
Les Atlantics rejoignent finalement le championnat professionnel en 1872, sans parvenir à retrouver leur niveau d'avant 1870. Ils ne sont pas invités à joindre la Ligue nationale créée en 1876 et poursuivent leur route chez les indépendants jusqu'en 1881.
Un nouveau club fondé en 1884 repris le nom des Atlantics de Brooklyn à ses débuts. Il devint ensuite Dodgers de Brooklyn.

## Palmarès
- Champion de la NABBP : 1857, 1859, 1860, 1861, 1864, 1865, 1866 et 1869.